# Grupy Oporu Antyfaszystowskiego 1 Października
Niektóre z zamieszczonych tu informacji wymagają weryfikacji.
 Po wyeliminowaniu niedoskonałości należy usunąć szablon {{Dopracować}} z tego artykułu.

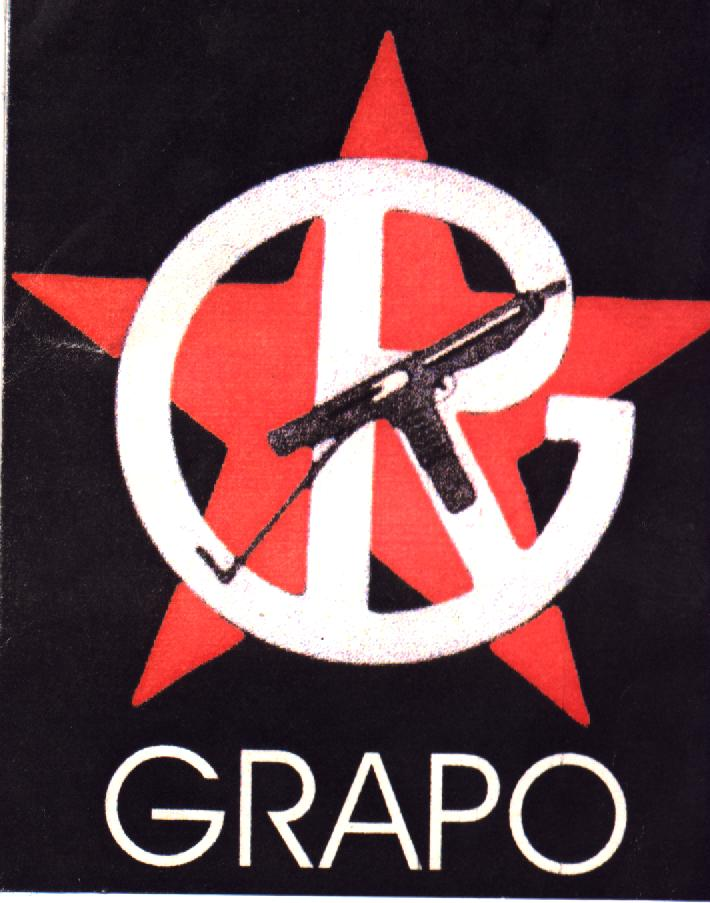
Logo używane przez GRAPO

Grupy Oporu Antyfaszystowskiego 1 Października (hiszp. Grupos de Resistencia Antifascista Primero de Octubre, GRAPO) – organizacja terrorystyczna z Hiszpanii.

## Historia
Grupy powstały w 1975 roku jako zbrojne skrzydło maoistowskiej Odbudowanej Komunistycznej Partii Hiszpanii. Należeli do nich działacze stali, którzy żyli w podziemiu, oraz tacy, którzy włączali się do działań grupy sporadycznie. Grupy odpowiedzialne były za ataki na policjantów i żołnierzy, napady na banki, porwania przedsiębiorców, wymuszanie haraczy i zamachy na instytucje USA. W 1985 roku policji udało się je niemal całkowicie rozbić, od tego czasu pojawiają się bardzo rzadko, choć niewielkie ataki przez nie przeprowadzone miały miejsce jeszcze w latach 90. W XXI wieku pozostają nieaktywne i mają marginalne znacznie (szacuje się, że liczą mniej niż 20 członków).

## Najważniejsze ataki przeprowadzone przez grupę
- 2 sierpnia 1975 roku aktywiści zabili w Madrycie dwóch członków Guardia Civil[3].

- W październiku 1975 roku bojownicy zabili w Madrycie czterech policjantów[3].

- 11 grudnia 1977 roku bojówka porywa przewodniczącego Rady Królestwa Antonio María de Oriol[2].

- 24 stycznia 1977 roku uprowadzony zostaje generał Emilio Villaescusa[2].

- W maju 1977 roku przeprowadzony zostaje zamach bombowy na budynek amerykańskiej Information Service w Madrycie[3].

- 26 maja 1979 roku bomba eksploduje w kawiarni „California 47" (ginie 8 osób)[2].

- W lipcu 1979 roku terroryści podłożyli bombę pod ambasadę Francji w Madrycie[3].

- W kwietniu 1979 roku grupa przyznała się do zamachu bombowego na salon Ford Motor Company w Walencji[3].

Flaga używana przez GRAPO

- W lipcu 1979 roku policja udaremniła zamach bombowy na biuro Banque Nationale de Paris w Madrycie[3].

- W czerwcu 1995 roku porwany zostaje biznesmen Publio Cordon[3].

- W 1998 roku miejsce mają trzy zamachy bombowe na madryckie urzędy skarbowe[3].

- W kwietniu 1998 roku grupa przyznała się do podłożenia ładunków wybuchowych w dwóch agencjach ubezpieczeniowych. Jedna z bomb wybuchła, nie zagrażając życiu ludzi, druga natomiast została rozbrojona przez policję[3].

- W czerwcu 1999 roku ekstremiści umieścili bombę w biurze Hiszpańskiej Socjalistycznej Partii Robotniczej. W zamachu nikt nie zginął, lecz budynek uległ zniszczeniu[3].

- W marcu 2000 roku zorganizowany został zamach bombowy na biuro Partii Socjalistów Katalonii[3].

- W maju 2000 roku bojownicy zaatakowali furgonetkę przewożącą pieniądze. Terroryści zabili dwóch ochroniarzy, jednak nie zdołali dostać się do ciężarówki[3].

- We wrześniu 2000 roku terroryści podłożyli ładunki wybuchowe w biurach pośrednictwa pracy w Walencji, Vigo i Madrycie. Tylko jeden z ładunków wybuchł (pozostałe zostały rozbrojone). W eksplozji nikt nie zginął[3]. Kilka dni po zamachu terroryści umieścili bombę w koszu na śmieci znajdującym się przed budynkiem gazety El Mundo w Katalonii[3].

- W październiku 2000 roku jeden policjant zginął w akcji przeciwko GRAPO. Służby ujęły wtedy siedmiu terrorystów[3].

## Relacje z innymi grupami terrorystycznymi
Organizacja utrzymywała kontakty z ETA, Czerwonymi Brygadami, Frakcją Czerwonej Armii i irlandzkimi terrorystami republikańskimi.

## Ideologia
Były grupą marksistowsko-leninowską i maoistowską. Celem GRAPO było obalenie monarchii i ustanowienie republiki socjalistycznej.

## Jako organizacja terrorystyczna
GRAPO figurują na liście organizacji terrorystycznych Unii Europejskiej.